# Burke (Dél-Dakota)
Burke település az Amerikai Egyesült Államok Dél-Dakota államában, Gregory megyében, melynek megyeszékhelye is. Lakosainak száma 575 fő (2020. április 1.).

## Népesség
A település népességének változása:

| 2010 | 604 |
| 2020 | 575 |